# Бојновиће
Бојновиће (среће се и назив Бојиновиће или Бојновићи) (алб. Bojnoviqi) је насеље у општини Зубин Поток на Косову и Метохији. Село је након 1999. године познато и као Бајновић (алб. Banjoviq). Атар насеља се налази на територији катастарске општине Чешановиће. Историјски и географски припада Ибарском Колашину. Насеље је на јужним обронцима Рогозне. Налази се на благој коси изнад површи брда Моравца. Назив насеља је везан за име старијег становништва које је у њему живело. Остаци тог старијег становништва су Латинско гробље у Бојновићком Пољу. Становништво је досељено из оближњих села Заграђа и Бабудовице. После ослобађања од турске власти место је у саставу Рашког округа, у срезу дежевском, у општини рајетићској и 1912. године има 23 становника.

## Демографија
Према проценама из 2009. године које су коришћене за попис на Косову 2011. године, ово насеље је имало 10 становника, већина Срби.
| Година       | 1948 | 1953 | 1961 | 1971 | 1981 | 1991 | 2011 |
| ------------ | ---- | ---- | ---- | ---- | ---- | ---- | ---- |
| Становништво | 33   | 59   | 65   | 59   | 28   | 24   | 10   |

|  |